# Elżbieta Filipek
Elżbieta Teresa Filipek – polska chemik, profesor nauk chemicznych.

## Życiorys
W 1981 ukończyła studia chemiczne w Politechnice Szczecińskiej, w 1991 obroniła pracę doktorską pt. Studium nad układem Cr2O3-V2O5-MoO3, której promotorem była prof. Jadwiga Walczak, w 2008 habilitowała się na podstawie pracy zatytułowanej Synteza i właściwości fizykochemiczne nowych faz w układach tlenków V2O5, MoO3, alfa-Sb2O4. W 2014 uzyskała tytuł profesora nauk chemicznych.
Pracuje w Zachodniopomorskim Uniwersytecie Technologicznym w Szczecinie. Była zatrudniona w Politechnice Szczecińskiej i członkiem Komitetu Chemii PAN.
Jest przewodniczącym Rady Dyscypliny Naukowej – Nauk Chemicznych ZUT, członkiem zarządu Polskiego Towarzystwa Kalorymetrii i Analizy Termicznej im. Wojciecha Świętosławskiego i członkiem Komisji Nauk Chemicznych na Oddziale Polskiej Akademii Nauk w Poznaniu.

## Odznaczenia
- Krzyż Kawalerski Orderu Odrodzenia Polski (2022)[4]
- Srebrny Krzyż Zasługi (1998)[5]